# La Camorra: La soledad de la provocación apasionada
La Camorra: La soledad de la provocación apasionada es un álbum de estudio por el bandoneonista de tango argentino Astor Piazzolla, fue grabado en 1988 en Estados Unidos y editado durante 1989 en varios países entre ellos Estados Unidos y Argentina. Es el ante último álbum de Piazzolla. El álbum toma el título de la suite La camorra, compuesta también en 1988.

## Antecedentes
A lo largo de los años 80, Astor Piazzolla grabó varios álbumes durante el zenit y ocaso de su carrera musical, ya habiendo registrado en Estados Unidos dos discos para el sello American Clave, ellos fueron Nuevo tango: Hora Zero (1986) y The Rough Dancer and the Cyclical Night (Tango Apasionado) (1986), en 1989 grabó el tercero para el sello estadounidense, La Camorra: La soledad de la provocación apasionada, sería su anteúltimo disco de estudio.

## Lanzamiento y reediciones
La Camorra: La soledad de la provocación apasionada se editó originalmente en 1989 por el sello American Clave en Estados Unidos, Alemania y Suiza, al año siguiente se reeditó de nuevo en Suiza. En 1993 se reeditó en Estados Unidos, y se editó en Japón y Canadá, una nueva reedición estadounidense tuvo lugar en 1999 por el sello Nonesuch, que lo editó también en Argentina y Europa ese mismo año. En 2010 se reeditó en Japón en formato SACD y CD convencional, una nueva reedición japonesa tuvo lugar en 2017.

## Lista de temas
Todas las canciones escritas y compuestas por Astor Piazzolla. 
| N.º | Título                                              | Duración |  |
| 1.  | «Camorra 1»                                         | 9:23     |  |
| 2.  | «Camorra 2»                                         | 7:01     |  |
| 3.  | «Camorra 3»                                         | 9:01     |  |
| 4.  | «Soledad»                                           | 7:05     |  |
| 5.  | «Fugata»                                            | 3:15     |  |
| 6.  | «Sur: Los Suenos (South: The Dreams)»               | 2:56     |  |
| 7.  | «Sur: Regresso Al Amor (South: Regression To Love)» | 6:19     |  |

## Créditos
- Astor Piazzolla - bandoneón, arreglos y dirección
- Fernando Suárez Paz - violín
- Horacio Malvicino - guitarra eléctrica
- Pablo Ziegler - piano
- Héctor Console - contrabajo